# Herb gminy Batorz
Herb gminy Batorz – jeden z symboli gminy Batorz, autorstwa Roberta Szydlika, ustanowiony 12 lipca 2016.

## Wygląd i symbolika
Herb przedstawia na tarczy w polu czerwonym dwie złote kopie ułożone w krzyż skośny, a na nich takaż trzecia na opak w słup ułożona, a pod nimi dwie skrzyżowane szable o złotych rękojeściach i srebrnych głowniach. Trzy skrzyżowane złote kopie to godło herbu Jelita Zamoyskich i nawiązują do Ordynacji Zamojskiej, która obejmowała tereny obecnej gminy Batorz. Szable symbolizują bitwę pod Batorzem.